# مری لوتینز
مری لوتینز (انگلیسی: Mary Lutyens; ۳۱ ژوئیهٔ ۱۹۰۸ – ۹ آوریل ۱۹۹۹) نویسنده اهل بریتانیا بود.
وی عمدتاً به خاطر نوشتن زندگی‌نامه معتبرش در مورد فیلسوف هندی جیدو کریشنامورتی شناخته شده‌است.